# Emurena lurida
Emurena lurida är en fjärilsart som beskrevs av Felder 1874. Emurena lurida ingår i släktet Emurena och familjen björnspinnare. Inga underarter finns listade i Catalogue of Life.